# Anguciana
Anguciana település Spanyolországban, La Rioja autonóm közösségben. Anguciana Haro, Casalarreina és Cihuri községekkel határos. Lakosainak száma 427 fő (2024).

## Népesség
A település népessége az elmúlt években az alábbi módon változott:
| Lakosok száma | 313  | 330  | 492  | 523  | 471  | 462  | 433  | 433  | 446  | 427  |
|               | 2001 | 2004 | 2007 | 2009 | 2012 | 2014 | 2017 | 2019 | 2022 | 2024 |